# Walter Blume (Konstrukteur)
Walter Blume (* 10. Januar 1896 in Hirschberg im Riesengebirge; † 27. Mai 1964 in Duisburg) war ein deutscher Jagdflieger und Flugzeugkonstrukteur. Er war im Zweiten Weltkrieg bei den Arado-Flugzeugwerken an der Entwicklung des ersten Kampfzonentransporters sowie der ersten zwei- und vierstrahligen Strahlbomber eingebunden. Später war er maßgeblich bei der Entwicklung des zweimotorigen Transportflugzeuges Transall C-160 beteiligt.

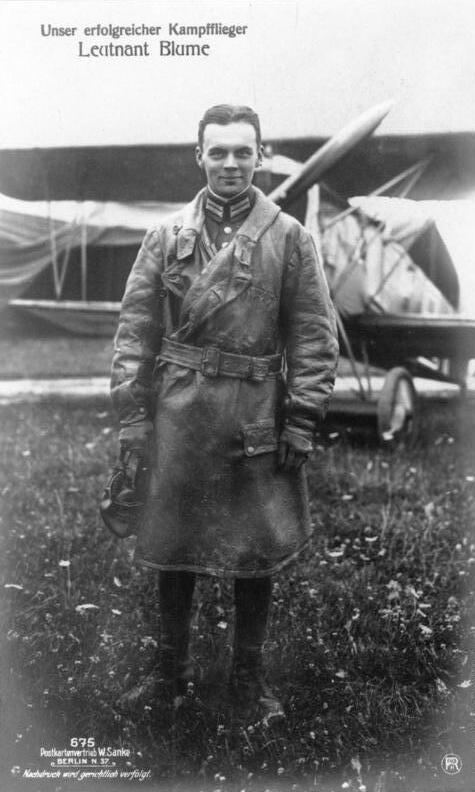
Walter Blume vor seiner Fokker D.VII

## Leben

### Vor dem Ersten Weltkrieg
Nach dem Abitur in Hirschberg war er ab Frühjahr 1914 als Ingenieurpraktikant in einer Maschinenfabrik tätig.

### Erster Weltkrieg
Walter Blume diente ab dem 4. August 1914 beim Schlesischen Jägerbataillon Nr. 5 als Kriegsfreiwilliger. Am 19. September wechselte er ins Reserve-Jäger-Bataillon Nr. 21 an die Ostfront. Nach einer Verwundung durch einen Gewehrschuss in den Oberschenkel am 24. Oktober 1914 bei Lyck in Ostpreußen wurde er als Oberjäger der Ausbildungseinheit des Bataillons zugeteilt. In dieser Zeit meldete er sich freiwillig zur Fliegertruppe, wurde ab 30. Juni 1915 bei der Flieger-Ersatzabteilung Großenhain und in der Fliegerschule Leipzig-Mockau zum Piloten ausgebildet und bestand am 30. März 1916 die Feldpilotenprüfung. Nach beendeter Ausbildung kam er an die Westfront, zuerst beim Versuchs- und Übungspark West bei Saint-Quentin, dann ab 24. März beim Armeeflugzeugpark A bei Straßburg. Vom 18. Juni 1916 bis zum 20. Januar 1917 war Blume für die Feldfliegerabteilung Nr. 65 mit Aviatik-Doppelsitzern bei Schlettstadt im Einsatz und wurde im August 1916 zum Vizefeldwebel befördert.
Nach seiner selbst beantragten Versetzung zur Jasta 26 und der Ernennung zum Leutnant am 31. Januar 1917 erzielte er seinen ersten Abschuss eines gegnerischen Fliegers am 10. Mai 1917 bei Gouzeaucourt. In dieser Staffel, für die er insgesamt 6 Luftsiege auf Albatros-Flugzeugen erreichte, diente er unter Oberleutnant Bruno Loerzer.
Nach einer weiteren Kriegsverletzung an der Brust am 29. November 1917 wechselte er nach über drei Monaten Genesungszeit am 9. März 1918 zur Feldfliegerabteilung 13 nach Bromberg und von dort zur Jasta 9 an die Westfront, bei der er bis zum Kriegsende weitere 22 gegnerische Flugzeuge abschoss. Er folgte dort als Kommandeur dem Oberleutnant und späterem Generaloberst der Luftwaffe Kurt Student nach.
Am 7. August 1918 erhielt Blume das Ritterkreuz des Königlichen Hausordens von Hohenzollern. Am 30. September 1918 wurde ihm der Pour le Mérite, die höchste preußische Tapferkeitsauszeichnung, verliehen. Mit 28 bestätigten Abschüssen zählt Walter Blume zu den erfolgreichsten deutschen Jagdfliegern des Ersten Weltkriegs. Nach der Demobilisierung seiner Staffel beendete Blume am 15. Januar 1919 seinen Militärdienst.

### Zwischen den Kriegen
Nach dem Ersten Weltkrieg studierte Walter Blume an der TH Hannover und beendete 1922 seine Ausbildung als Diplom-Ingenieur. Während der Studienzeit war er als Schüler Georg Hans Madelungs an der Konstruktion des Segelflugzeugs Vampyr beteiligt. 1925 nahm er am ersten nach dem Krieg stattfindenden Deutschlandflug teil.
Mit seinem Eintritt in die Albatros Flugzeugwerke in Berlin-Johannisthal als Chefkonstrukteur machte Walter Blume im November 1926 den entscheidenden Schritt für seine zukünftige Laufbahn als Flugzeugkonstrukteur, nachdem er vorher beim Heereswaffenamt an der geheimen Aufrüstung der Reichswehr beteiligt war.
Am 1. Januar 1932 wechselte er zu den Arado Flugzeugwerken und wurde dort zum Technischen Direktor, ab Sommer 1933 erst Direktor, später Betriebsführer des Zweigwerks in Warnemünde und ab Dezember 1935 zum Leiter der Entwicklungsabteilung ernannt. Zu dieser Zeit befand sich die Ar 66 in der Entwicklung.

### Zweiter Weltkrieg
Unter Walter Blumes Führung wurde neben weiteren Projekten und umfangreichen Lizenzfertigungen die richtungsweisenden Flugzeuge Ar 232 (militärischer Transporter) und Ar 234 (strahlturbinengetriebener Aufklärer/Bomber) zur Serienreife entwickelt.

### Nachkriegszeit
Blume gelangte bei Kriegsende in die Westzone und war bei der Aluminiumzentrale in Düsseldorf, der Herausgeberin des einschlägigen Fachorgans der Leichtmetallindustrie, angestellt.
Die Stadt Duisburg stellte ihm ab Oktober 1952 im Haus Ruhrort („Tausendfensterhaus“) Räume für das Büro Blume (Leichtbau und Flugtechnik GmbH) zur Verfügung, das als „Keimzelle der nordrhein-westfälischen Flugzeugindustrie“ geplant war.
Für den Bau des viersitzigen Reiseflugzeugs Blume Bl 500 und eines Transportflugzeugs waren bereits 6 Ingenieure eingestellt und ein Gelände mit 41.000 m² zur Errichtung eines Flugzeugwerkes mit 2000 Mitarbeitern ausgewählt. Allerdings stellte sich im Lauf des Jahres 1955 heraus, dass die nordrhein-westfälischen Ansätze einer Flugzeugindustrie nicht bei der ersten Ausrüstung der neuen Luftwaffe berücksichtigt würden. Die Blume Bl 500 wurde daraufhin in zwei Versuchsexemplaren bei Focke-Wulf in Bremen gebaut.
Auf Druck des Bundeswirtschaftsministeriums im September 1955 schloss sich Walter Blume mit seinem Büro Blume dem Flugzeughersteller Focke-Wulf an. Unter dem Namen Blume-Leichtbau und Flugtechnik war das Unternehmen an der Entwicklung der Transall C-160 beteiligt.
Walter Blume war Mitglied (Mitgliedsnummer 50775) des Vereins Deutscher Ingenieure (VDI) und Obmann der Arbeitsgemeinschaft „Luftfahrttechnik“ des VDI.

## Leistungen
Walter Blume gehörte neben Willy Messerschmitt, Kurt Tank, Richard Vogt und Ernst Heinkel zu den bedeutendsten Konstrukteuren des deutschen Flugzeugbaus im Zweiten Weltkrieg.

## Auszeichnungen
- Eisernes Kreuz II. Klasse am 24. Juli 1916
- Eisernes Kreuz I. Klasse am 14. August 1917
- Königlicher Hausorden von Hohenzollern mit Schwertern, 1918
- Pour le Mérite am 30. September 1918